# Madonna of the Streets (film, 1924)
Pour plus de détails, voir Fiche technique et Distribution.
Madonna of the Streets est un film américain réalisé par Edwin Carewe, sorti en 1924.

## Fiche technique
- Titre : Madonna of the Streets
- Réalisation : Edwin Carewe
- Scénario : Frank Griffin, Fanny Hatton et Frederic Hatton d'après le roman de William Babington Maxwell
- Photographie : Robert Kurrle
- Pays d'origine : États-Unis
- Format : Noir et blanc - 1,33:1 - Film muet
- Genre : drame
- Date de sortie : 1924

## Distribution
- Alla Nazimova : Mary Carlson / Mary Ainsleigh
- Milton Sills : Reverend John Morton
- Claude Gillingwater : Lord Patrington
- Courtenay Foote : Dr Colbeck
- Wallace Beery : Bill Smythe
- Anders Randolf : 'Bull' Morgan
- John T. Murray : 'Slippery' Eddie Foster
- Vivien Oakland : Lady Sarah Joyce
- Harold Goodwin : Walter Bowman
- Herbert Prior : Nathan Norris
- Fred Kelsey
- George Irving (non crédité)